# Валёжка летательного аппарата
Валёжка лета́тельного аппара́та — самопроизвольное кренение летательного аппарата. Её интенсивность и направление зависят от асимметрии судна относительно вертикальной плоскости, а также от снижения эффективности органов поперечного управления. Последнее может быть обусловлено недостаточной жёсткостью крыла при высоких скоростных напорах либо влиянием сжимаемости воздуха при низких.
Чем меньше поперечная управляемость и выраженнее боковая асимметрия летательного аппарата, тем с меньших приборных скоростей обнаруживается тенденция к валёжке. Это явление может служить одним из факторов, ограничивающих лётные характеристики воздушного судна.
При полёте на дозвуковых скоростях с большим углом атаки даже незначительное скольжение вызывает появление значительного момента крена. При значительном угле атаки происходит затенение элеронов, оказывающихся в срыве потока, который уменьшает их эффективность. Возникает потребность в отклонении элеронов для балансировки судна. На малых скоростях для борьбы с валёжкой пилоту необходимо ограничить минимальную скорость полёта и увеличить эффективность поперечного управления.
На больших приборных скоростях полёта, то есть большом скоростном напоре, увеличиваются упругие деформации крыла, появляется разность подъёмных сил полукрыльев и кренение летательного аппарата. Уменьшение эффективности элеронов из-за упругих деформаций также сопутствует валёжке.